# Ивановка (Барановский район)
Ивановка (укр. Іванівка) — село на Украине, основано в 1791 году, находится в Барановском районе Житомирской области.
Код КОАТУУ — 1820685302. Население по переписи 2001 года составляет 165 человек. Почтовый индекс — 12714. Телефонный код — 4144. Занимает площадь 2,284 км².

## Адрес местного совета
с.Смолдырев